# Raschau-Markersbach
Raschau-Markersbach är en kommun och ort i Landkreis Erzgebirgskreis i förbundslandet Sachsen i Tyskland. Kommunen har cirka 4 900 invånare.
Kommunen bildades den 1 januari 2008 genom en sammanslagning av de tidigare kommunerna Raschau och Markersbach.